# DeeVoe
DJ DeeVoe (* 17. Juni 1991 in Göttingen; eigentlich David Olfermann) ist ein deutscher Musikproduzent und DJ.

## Leben
DeeVoe stammt aus Göttingen. 2019 zog er von dort aus nach Berlin und wurde von The Cratez unter Vertrag genommen. Er wurde vor allem als Hauptproduzent der 187 Strassenbande bekannt und produzierte unter anderem auf den Alben Gzuz (2020) von Gzuz, Vollmond (2020) von Kontra K, Hollywood (2020) von Bonez MC sowie Inhale/Exhale (2021) von LX. Außerdem produzierte er Teile des Sampler 5. Neben der 187 Strassenbande produzierte er auch für Olexesh, Ufo361 und Frauenarzt.
Er war zwar an mehreren Charthits beteiligt, erhielt aber seine erste Chartplatzierung als Interpret mit dem Song Pizza Salami zusammen mit Bonez MC und LX.

## Diskografie

### Singles
- 2023: Cuban (mit Jalil & Moe Phoenix)
- 2023: Ott & Wein (mit Ahmad Amin & Riccardo)
- 2024: Ganz entspannt (mit Derice & Tano77)
- 2024: Unbeschreiblich (mit Olexesh & Moe Phoenix)
- 2024: Keine Zeit (mit Yung.D)
- 2024: Awaeah (mit Macu41)
- 2025: Fire (mit Die P & MP Freshly)
- 2025: Bleib cool (mit Die P & MP Freshly)
- 2025: Wychowanek getta (mit Malik Montana, Venom Valentino & Cuzcos)
- 2025: Adrenalina (mit Blacha 2115 & Venom Valentino)
- 2025: Pizza Salami (mit Bonez MC & LX)

### Produktionen

#### Alben
- 2018: Gzuz – Wolke 7 (10 Songs)
- 2020: Gzuz – Gzuz (4 Songs)
- 2020: Bonez MC – Hollywood (Scratches)
- 2020: Kontra K – Vollmond (4 Songs)
- 2021: 187 Strassenbande – Sampler 5 (14 Songs)
- 2021: Jalil – Reset
- 2022: Big Toe – Lass es uns kriegen (komplettes Album)
- 2022: LX – Wazabi (komplettes Album)
- 2023: Frauenarzt – Hall of Fame (Koproduzent)
- 2023: King Orgasmus One – I Luv Money (Scratches)
- 2024: Kontra K – Die Hoffnung klaut mir niemand (1 Song)
- 2024: Big Toe – Die Tapegate Affäre (Minialbum, 1 Song)
- 2024: Gzuz – Freitag, der 13. (11 Songs)
- 2025: Die P, MP Freshly – Bring Da P - Vol. 1-3 (5 Songs)

#### Singles
- 2021: LX feat. Bonez MC – Auf mein Fahrrad
- 2021: Sa4, Gzuz, Bonez MC – Paradies
- 2021: Gzuz – Keiner kann mich ficken
- 2021: 187 Strassenbande, Bonez MC & Frauenarzt – Extasy
- 2021: Data Luv – Space Coupe
- 2021: Jalil X Olexesh – Rolling Loud
- 2021: Data Luv – Fukk the System
- 2021: Bonez MC – Eine Pille
- 2021: Gzuz – Späti
- 2021: Gzuz & Maxwell – Genau so eine
- 2021: Flowerboii – Sad
- 2022: Gzuz & Bonez MC – Wenn ich will
- 2022: The Cratez, Bonez MC, LX – Bob Marley
- 2022: LX & Olexesh – Gib mir was ab
- 2022: The Cratez & Immi – Jung & ignorant
- 2023: Frauenarzt feat. Olexesh – Ladi Dadi
- 2023: Gzuz, Bonez MC – Sturkopf (mit ner Glock)
- 2023: Gzuz, Bonez – Abziehn
- 2023: Bonez MC – Alles nur kein Star
- 2023: Olexesh & Bonez – Gramm für Gramm
- 2023: The Crates & Gzuz – Was macht Gzuz?
- 2023: Bonez MC – Telefon ohne Kabel
- 2023: Bones MC – Mein Bett
- 2023: 102 Boyz – Grund zum Feiern
- 2024: Gzuz – Noch ein Glas
- 2024: Aylo ft. Bounty & Cocoa – Bad Bitch
- 2024: Addikt102 & Stacks102 ft. LX – Noch mehr
- 2024: Aylo – Haus am Meer
- 2024: Gzuz – G Wagon
- 2024: Aylo feat. Juju – Bis zur Spree